# روميو وجولييت (فلم 1968)
روميو وجولييت  (بالإنجليزية: Romeo and Juliet) هو فيلم دراما تم إنتاجه في الولايات المتحدة وإيطاليا وصدر في سنة 1968.

## القصة
صباح أحد أيام الصيف في فيرونا،  فينيتو، نشب نزاع طويل الأمد بين مونتاجي وعشائر كابوليت في أحد الشوارع شجار. تم تفكيك الشجار من قبل برينس اسكالوس، الذي حذر العائلتين من أن أي عنف مستقبلي بينهما سينتج عنه عواقب وخيمة. في تلك الليلة التقى مراهقان من العائلتين - روميو وجولييت - في حفلة ملثمة في كابوليت وأصبحا مفتونين بشدة. في وقت لاحق يتعثر روميو في الحديقة المنعزلة أسفل شرفة غرفة نوم جولييت وتبادل التعهدات الحماسية. تزوجا سرا في اليوم التالي من قبل شخصية الأب المعترف بروميو الراهب لورانس، بمساعدة ممرضة جولييت.
بعد ظهر ذلك اليوم، كان ابن عم جولييت الأول تيابلت، غاضبًا لأن روميو قد حضر حفل عائلته، وأهانه وتحديه في شجار. روميو يعتبر تيابلت كعائلة ويرفض محاربته، الأمر الذي يقود أفضل أصدقاء روميو، ميركوتيو، لمحاربة تيابلت بدلاً من ذلك. على الرغم من جهود روميو لوقف القتال، إلا أن تيابلت أصاب ميركوتيو بجروح بالغة، الذي يلعن كل من منازل مونتاجي وكابوليت قبل أن يموت. غضبًا بسبب وفاة صديقه، ينتقم روميو بقتال تيابلت وقتله. بعد ذلك، عوقب الأمير روميو بالإبعاد من فيرونا، مع التهديد بالقتل إذا عاد. ومع ذلك، يرى روميو أن نفيه أسوأ من عقوبة الإعدام، لأن فيرونا هي المنزل الوحيد الذي يعرفه ولا يريد الانفصال عن جولييت. في النهاية يقنع الراهب لورانس روميو بأنه محظوظ جدًا وأنه يجب أن يكون أكثر امتنانًا لما لديه. ثم يقضي روميو ليلة زفافه سراً مع جولييت والزوجين الإكمال زواجهما قبل أن يفر روميو.
قام والد جولييت ووالدتها، غير المدركين لزواج ابنتهما السري، بترتيب زواج جولييت من الأثرياء كونت باريس. تناشد جولييت والديها تأجيل الزواج، لكنهما يرفضان ويهددان بالتبرأ منها. تبحث جولييت عن الراهب لورانس طلبًا للمساعدة، على أمل الهروب من زواجها المرتب من باريس والبقاء وفية لروميو. بناءً على طلب الراهب لورانس، تتصالح مع والديها وتوافق على رغباتهما. في الليلة التي سبقت الزفاف، تناولت جولييت جرعة أعدها الراهب لورانس بهدف جعلها تبدو ميتة لمدة 42 ساعة. يخطط الراهب لورانس لإبلاغ روميو بالخدعة حتى يتمكن روميو من مقابلة جولييت بعد دفنها والهرب معها عندما تتعافى من إغماءها، لذلك يرسل الراهب جون لإعطاء روميو خطابًا يصف الخطة.
ومع ذلك، عندما رأى بالتازار خادم روميو، جولييت مدفونة تحت الانطباع بأنها ماتت، ذهب لإخبار روميو ووصل إليه قبل الراهب جون. في حالة من اليأس، ذهب روميو إلى قبر جولييت وقتل نفسه بشرب السم. بعد ذلك بوقت قصير، وصل الراهب لورانس فيما تستيقظ جولييت. على الرغم من محاولاته لإقناعها بالفرار من القبو، ترفض جولييت مغادرة روميو، وبمجرد أن يفر الراهب، تقتل نفسها بغرز خنجره في بطنها. في وقت لاحق، حضرت العائلتان جنازتهما المشتركة وأدانها الأمير.

## فريق التمثيل
| ؛ بيت مونتاجي - أنطونيو بيرفيديريسي بدور اللورد مونتاج - إزميرالدا روسبولي بدور ليدي مونتاج - ليونارد وايتينج بدور روميو - بروس روبنسون بدور بنفوليو - كيث سكينر - روبرتو أنتونيلي | ؛ بيت كابليت - بول هاردويك - ناتاشا باري - أوليفيا هاوسي دور جولييت - مايكل يورك بدور تيبالت - دايسون لوفيل - ريتشارد وارويك - بات هايوود دور الممرضة - روي هولدر دور بيتر | ؛الآخرين - جون مسينيري في دور ماركيشيو - ميلو أوشيا (ممثل) في دور الراهب لورانس - روبرت ستيفنس في دور أمير فيرونا - روبرتو بيساكو دور كونت باريس - باولا تيديسكو بدور روزالين "(غير معتمد)" - لورنس أوليفيه بدور دوقة وصوت اللورد مونتاج "(غير معتمد)" |

### ترشيحات وجوائز
| السنة | الحدث  | الفئة              | النتيجة  |
| ----- | ------ | ------------------ | -------- |
|       | أوسكار | أفضل تصوير سينمائي | فـــــوز |

## الاستقبال
بلغت تكلفة إنتاج الفيلم حوالي 850,000 دولار بينما حقق أرباحا تقدر بـ 38,901,218 دولار. حصل الفيلم على 14.5 مليون دولار من الإيجارات المحلية في شباك التذاكر في أمريكا الشمالية خلال عام 1969 (ما يعادل 79.12 مليون دولار في عام 2019). أُعيد إصداره في عام 1973 وحقق إيجارات بقيمة 1.7 مليون دولار (ما يعادل 7.62 مليون دولار في عام 2019).
كتب الناقد السينمائي روجر إيبرت من شيكاغو سن-تايمز: «أعتقد أن فيلم روميو وجولييت للمخرج فرانكو زفيريلي هو أكثر أفلام لشكسبير إثارة على الإطلاق».
أعطى موقع روتن توميتوز الفيلم درجة «جديدة» بنسبة 95٪ بناءً على 37 مراجعة، بمتوسط تقييم 7.9 / 10؛ ورافق الإجماع: «إن الخيوط القوية والمرئيات الجذابة تشكل قوة المخرج زيفيريلي لروميو وجولييت باعتبار الفيلم هو التعديل السينمائي النهائي للمسرحية».

## الترشيحات والجوائز
| الجائزة                                        | الفئة                               | المرشحون                        | النتيجة |
| ---------------------------------------------- | ----------------------------------- | ------------------------------- | ------- |
| جوائز الأوسكار                                 | أفضل فيلم                           | جون برابورن وأنتوني هافلوك آلان | رُشِّح     |
| جوائز الأوسكار                                 | أفضل مخرج                           | فرانكو زافاريلي                 | رُشِّح     |
| جوائز الأوسكار                                 | أفضل تصوير سينمائي                  | باسكوالينو دي سانتيس            | فوز     |
| جوائز الأوسكار                                 | أفضل تصميم أزياء                    | دانيلو دوناتي                   | فوز     |
| جوائز الأكاديمية البريطانية للأفلام            | أفضل إخراج                          | فرانكو زافاريلي                 | رُشِّح     |
| جوائز الأكاديمية البريطانية للأفلام            | أفضل ممثل في دور ثانوي              | جون مسينيري                     | رُشِّح     |
| جوائز الأكاديمية البريطانية للأفلام            | أفضل ممثلة في دور ثانوي             | بات هايوود                      | رُشِّح     |
| جوائز الأكاديمية البريطانية للأفلام            | أفضل إخراج فني                      | رينزو مونجياردينو               | رُشِّح     |
| جوائز الأكاديمية البريطانية للأفلام            | أفضل تصميم أزياء                    | دانيلو دوناتي                   | فوز     |
| جوائز الأكاديمية البريطانية للأفلام            | أفضل مونتاج فيلم                    | ريجينالد ميلز                   | رُشِّح     |
| جوائز الأكاديمية البريطانية للأفلام            | أفضل موسيقي أفلام                   | نينو روتا                       | رُشِّح     |
| جوائز ديفيد دي دوناتيلو                        | أفضل مخرج                           | فرانكو زافاريلي                 | فوز     |
| جوائز ديفيد دي دوناتيلو                        | جائزة اللوحة الذهبية                | أوليفيا هاوسي وليونارد وايتينغ  | فوز     |
| جائزة نقابة المخرجين الأمريكيين                | إنجاز إداري متميز في الصور المتحركة | فرانكو زافاريلي                 | رُشِّح     |
| جوائز الغولدن غلوب                             | أفضل فيلم أجنبي ناطق بالإنجليزية    | روميو وجوليت                    | فوز     |
| جوائز الغولدن غلوب                             | أفضل مخرج                           | فرانكو زافاريلي                 | رُشِّح     |
| جوائز الغولدن غلوب                             | أفضل موسيقى تصويرية                 | نينو روتا                       | رُشِّح     |
| جوائز الغولدن غلوب                             | النجم الصاعد                        | ليونارد وايتينغ                 | فوز     |
| جوائز الغولدن غلوب                             | النجمة الصاعدة                      | أوليفيا هاسي                    | فوز     |
| جوائز لوريل                                    | أفضل دراما                          | روميو وجولييت                   | رُشِّح     |
| جوائز لوريل                                    | أفضل مصور سينمائي                   | باسكوالينو دي سانتيس            | رُشِّح     |
| جوائز لوريل                                    | أفضل ممثل جديد                      | مايكل يورك                      | رُشِّح     |
| جوائز لوريل                                    | أفضل ممثلة جديدة                    | أوليفيا هاسي                    | رُشِّح     |
| ناسترو دارجينتو؛ بالعربية جائزة "الشريط الفضي" | أفضل مخرج                           | فرانكو زافاريلي                 | فوز     |
| ناسترو دارجينتو؛ بالعربية جائزة "الشريط الفضي" | أفضل تصوير سينمائي - ألوان          | باسكوالينو دي سانتيس            | فوز     |
| ناسترو دارجينتو؛ بالعربية جائزة "الشريط الفضي" | أفضل تصميم أزياء                    | دانيلو دوناتي                   | فوز     |
| ناسترو دارجينتو؛ بالعربية جائزة "الشريط الفضي" | أفضل موسيقى                         | نينو روتا                       | فوز     |
| ناسترو دارجينتو؛ بالعربية جائزة "الشريط الفضي" | أفضل تصميم إنتاج                    | لورينزو مونجياردينو             | فوز     |
| جوائز المجلس الوطني للمراجعة                   | أفضل عشرة أفلام                     | روميو وجولييت                   | فوز     |
| جوائز المجلس الوطني للمراجعة                   | أفضل مخرج                           | فرانكو زافاريلي                 | فوز     |
| مهرجان ثيسالونيكي السينمائي الدولي             | الجائزة الفخرية                     | فرانكو زافاريلي                 | فوز     |

## وصلات خارجية
- مقالات تستعمل روابط فنية بلا صلة مع ويكي بيانات